# Xenocalliphora hortona
Xenocalliphora hortona är en tvåvingeart som först beskrevs av Walker 1849.  Xenocalliphora hortona ingår i släktet Xenocalliphora och familjen spyflugor. Inga underarter finns listade i Catalogue of Life.